# Scolecitrichidae
Scolecitrichidae é uma família de copépodes pertencentes à ordem Calanoida.

## Géneros
Géneros (lista incompleta):
- Amallothrix Sars, 1925
- Archescolecithrix Vyshkvartzeva, 1989
- Bertalda